# パリミュチュエル方式
パリミュチュエル方式（パリミュチュエルほうしき、Parimutuel betting）とは、公営競技における投票券やロトなどの配当を決定する一つの方法である。

## 概要
投票券の総売り上げをプールし、興行主はそこから一定割合を差し引き、残りの金額を勝ち投票券に配分する方法。
パリミュチュエル方式では、まず販売所において自分の予想となる券を購入。この時点において配当はまだ確定していない。そして購入額を全てプールする。その後、レースや抽選を行い当選の番号と当選者が確定する。この時点でプールした金額から、主催者収入として所定の割合（控除率）が差し引かれて運営費などの経費に充てられ、残りを当選者で分配する。
売り上げの額に比例して主催者収入が大きくなる仕組みであり（比率は予想方式などにより異なる場合もある）が、状況によっては売り上げが高くても主催者の取り分が少なくなる場合もある。売り上げに伴う主催者の収入となる「投票額-払戻額」がマイナスになることはない。
この方式を作り出したのはフランスのジョセフ・オレール（Joseph Oller）（彼はムーラン・ルージュの出資者で演出家でもあった）で、1867年に考案され、1891年にはフランスで公式に法制化された。のちに投票や集計が機械化されたことによりトータリゼータシステム（en）へと発展していく。パリミュチュエルは「賭け(pari)」と「相互の, 相互扶助(mutual)」という語から来ており、山本雅夫は後者の語から利益を胴元と客人と互いに応分の口腹を得ようとするところに合理主義、民主主義のフランス人らしさが出ていると分析している。
パリミュチュエル方式以外の配当を決定する方法にはブックメーカー方式がある。

## 日本での採用
日本では1888年（明治21年）横浜外国人居留地内のニッポン・レース・クラブでパリミュチュエル方式の馬券が発売されている。ただし当時の日本では馬券は非合法であり、馬券が発売されたのは、横浜外国人居留地という治外法権下の為である。一般の日本人向けに馬券発売が黙許（公認ではない）されるのは1906年（明治39年）からの2年余りで、それもすぐに禁止され、正式に馬券発売が認められたのは1923年（大正12年）である。当時は「アナ馬券」「アナ」と呼ばれた。
現代の日本の公営ギャンブルではどの団体・競技でもパリミュチュエル方式を採用しており、ブックメーカー方式は認められていない。

## ロッタリー方式
ロッタリー方式とは購入した時点では自分が買った投票券の内容が確定せず、購入後に行われるくじ引きにより自分の投票券の内容が決まり、的中すれば配当を得られるという方式である。つまり勝ちそうな選手や馬をあらかじめ予想して投票するのではなく、購入後にくじで決められる賭け方式である。
日本ではガラ馬券として明治時代に発売された馬券の一種類であったが不正が入り込む余地が大きく、実際に不正が横行したことから現代では見ることはできない馬券である。
2020年現在、日本の公営ギャンブル・数字選択式全国自治宝くじ・スポーツ振興くじにおいて購入金額・種類のみを確定させた上でその他の購入内容をランダムで決定する方式（ランダム方式・クイックピック方式）は禁止されておらず採用例も多く、スポーツ振興くじのBIGなどランダム方式でのみ販売されているものもある。また、オートレースにおける当たるんですは、4重勝単式の車券をランダム方式で発売するものであるが、全ての組み合わせ（4競走全てが8車立ての場合、8 × 8 × 8 × 8 = 4096通り）を満たす購入予約が成立した時点で初めて発売され、投票内容はランダムであるが必ず重複しないように振り分けられ、競走不成立等の不測の事態が生じない限りは必ず1通りが的中するという仕組みであり、先述のガラ馬券に類似するものであるが、形態上はあくまでもパリミュチュエル方式である。

## 代表的なパリミュチュエル方式のギャンブル
- 競馬
- サッカー（フットボールプール、トトカルチョ、スポーツ振興くじ）
- 競輪
- 競艇
- オートレース
- 日本の数字選択式全国自治宝くじ（ナンバーズおよびロト）
- アメリカ合衆国のメガ・ミリオンズ、パワーボールなど

サッカーや競馬はブックメーカー方式のものもあり、主催者側の売上げを食っている場合もある。

## 的中者がない場合の扱い

### 特別払戻金
的中者がいない場合に、全購入者に対し控除率相当分を差し引いた額を払い戻す制度である。
日本の公営競技で一部（後述の繰越制度を導入している場合）を除き用いられている方法であり、投票券を発売したレースのある賭式において的中該当者がいない場合、その賭式で投票券を購入した者全てに特別払戻金として1口（100円）につき70円または80円の払戻し（通称・特払い）が行われる。なお、特払の金額は1口（100円）に対する控除率（日本の公営競技では概ね70 - 80%。主催者や賭式により異なる）に基づき控除額を差し引いた残額から10円未満の端数を切り捨てて算出する。
発生の頻度は高くないものの、組み合わせが多い競馬での三連勝式馬券や売り上げの少ない競艇・オートレースの単勝式・複勝式舟券（車券）などで見られる（競輪は現在単勝式・複勝式を発売していない）。中央競馬は1971年に福島競馬場で単勝式の的中者がなく発生したものが最後の記録となっている。
レースが不成立となった場合（全競走対象が完走できなかった場合や、競艇で5艇以上がフライングした場合など）や、完走が少なく的中となる組み合わせが存在しなくなった賭式（完走した競走対象が2つ以下であった場合の3連複・3連単など）の投票券は券面金額を全額返還する。

### 繰越制度
ロト6、ロト7、スポーツ振興くじ、競輪の車券及び競馬の馬券の一部では的中該当者がいない場合と獲得賞金の上限を超える賞金が出た場合には当該回の賞金を次回に繰り越すシステム（キャリーオーバー）がある。
2015年現在の獲得賞金の上限は下記の通り。
- スポーツ振興くじ[5]
  - BIG - 15億円（繰越無しの場合は7億5000万円）
  - BIG1000・miniBIG - 10億円（繰越無しの場合は5億円）
  - toto・mini toto・toto GOAL3・toto GOAL2 - 5億円（繰越無しの場合は2億5000万円）
- 宝くじ
  - ミニロト - 4000万円
  - ロト6 - 6億円（繰越無しの場合は2億円）
  - ロト7 - 10億円（繰越無しの場合は6億円）
- 競輪（Dokanto!）
  - チャリロト - 12億円
  - チャリロト・セレクト - 6億円
  - Kドリームス（BIG DREAM）- 12億円
  - Kドリームス（K-3&K-5）- 6億円
- 競馬（重勝式馬券の一部）[6] - 6億円[注 2]

余談ではあるが、スポーツ振興くじ及び宝くじの当選金は所得税法の規定により非課税となり当選金全額に対し課税されないが、公営競技の当選金は所得税法上「一時所得」（一定の条件をみたしていれば「事業所得」）となり課税される。